# Daybreak Game Company

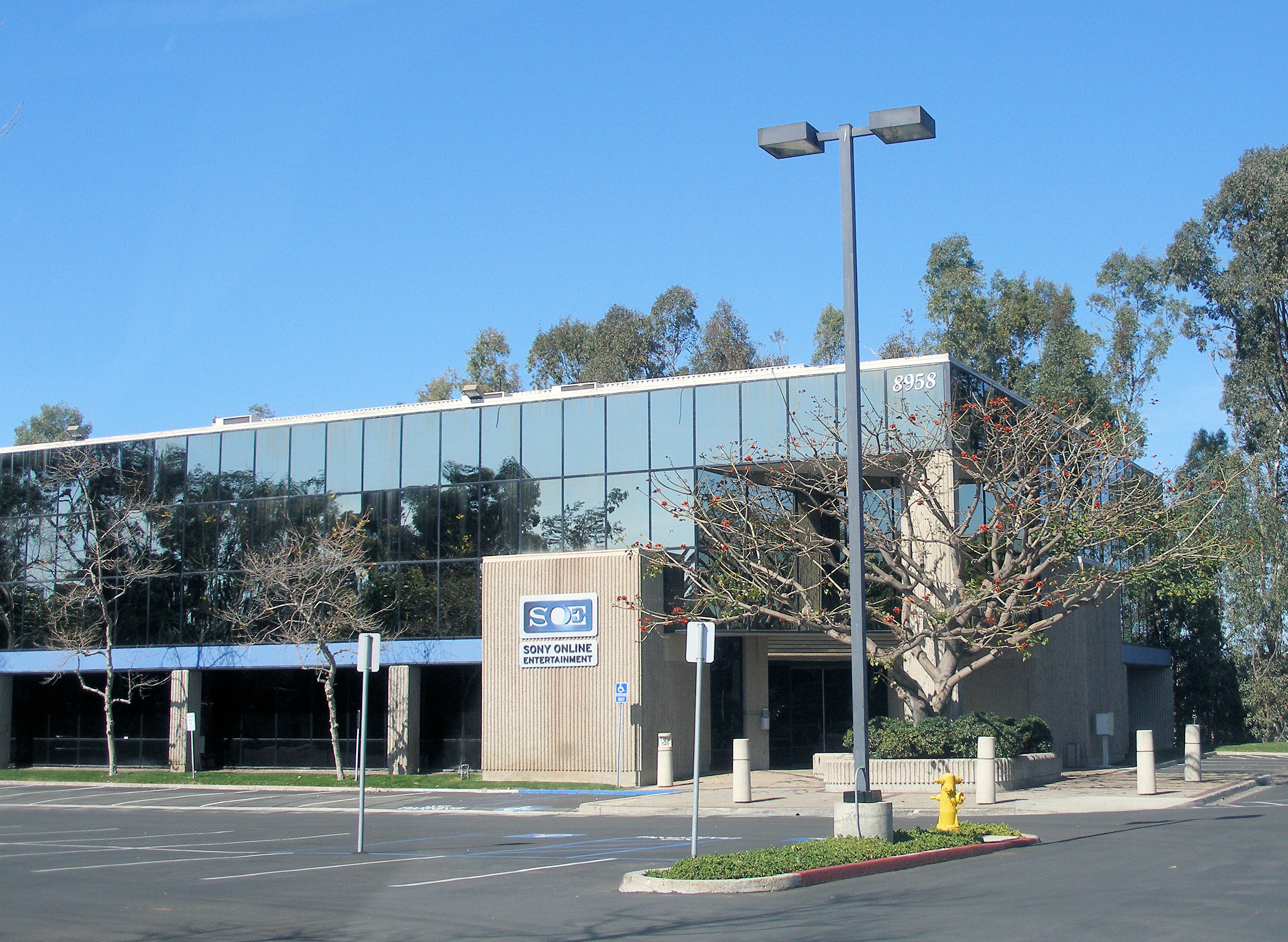
Hauptsitz von Daybreak Game Company in San Diego

Daybreak Game Company ist ein 1995 gegründeter US-amerikanischer Computerspieleentwickler und seit 2020 Teil der Enad Global 7. Das bis 2015 als Tochterunternehmen Sonys unter dem Namen Sony Online Entertainment agierende Unternehmen nannte sich im Zuge der Abspaltung um und wurde von der Investmentfirma Columbus Nova übernommen und bis 2020 selbständig betrieben.
Das Daybreak-Unternehmen konzentriert sich auf die Entwicklung und den Betrieb von Massively Multiplayer Online Role-Playing Games (MMORPG). Zu den bekanntesten Produkten zählen die Spiele EverQuest samt Nachfolger EverQuest II, PlanetSide samt Nachfolger PlanetSide 2 und Der Herr der Ringe Online. Andere ehemals von Sony-Online-Entertainment entwickelte Spiele wie Vanguard: Saga of Heroes, und Star Wars Galaxies wurden eingestellt.

## Firmengeschichte

### Anfänge
Verant Interactives, ein Entwicklungsteam innerhalb Sony’s Sony Interactive Studios America (kurz: SISA) wurde im Jahr 1995 gegründet. Im April 1998 wurde Sony Interactive Studios America in Sony Online Entertainment (SOE) umbenannt.
Durch den großen Erfolg von Ultima Online war man sich sicher mit einem MMORPG großen Erfolg zu haben. Aus diesem Grunde wurde John Smedley der Auftrag erteilt, ein Konkurrenzprodukt zu entwickeln, aus dem später schließlich das bekannte EverQuest wurde, das erste Online-Rollenspiel mit 3D-Grafik. Es wurde im März 1999 veröffentlicht und 2000 Verant von SOE absorbiert. EverQuest wurde zu einem großen Erfolg und konnte sich auch durch zahlreiche Add-ons am Leben erhalten.

### Nach EverQuest
Im April 2000 wurden die Mitbegründer von Ultima Online Raph Koster und Rich Vogel eingestellt, um mit der Entwicklung eines MMORPGs im Star-Wars-Universum zu beginnen. Star Wars Galaxies wurde im Jahr 2003 veröffentlicht und erreichte eine Abonnentenzahl von 300.000 Spielern. Jedoch konnte das Spiel niemals diese Zahl erhöhen. Mit der Zeit wurde der Druck auf SOE durch zahlreiche Konkurrenzprodukte und der Kritik am schlechten Support immer größer. Auch Lucasfilm kritisierte SOE, weil sie nicht zufrieden waren, wie sich das Spiel entwickelte. Es folgten Erweiterungen von Star Wars Galaxies wie Jump to Lightspeed und Rage of the Wookies, und SOE versuchte mit zahlreichen Patches, das Spiel zu verbessern.
Im November 2004 wurde die Fortsetzung von Everquest, EverQuest II veröffentlicht, das jedoch sehr stark mit dem Konkurrenten World of Warcraft zu kämpfen hatte.
Trotz geringen Markterfolgs kündigte SOE im Mai 2007 den Kauf des gerade releasten Vanguard: Saga of Heroes an.

### Entwicklung 2008 bis 2016
Im August 2008 präsentierte Sony Online Entertainment auf der vom Unternehmen alljährlich veranstalteten Fan Faire drei neue MMORPG-Projekte: The Agency, DC Universe Online und das auf eine jüngere Zielgruppe zugeschnittene Free Realms. Während Free Realms bereits am 29. April 2009 und DC Universe Online am 11. Januar 2011 erschien, sollte The Agency Ende 2011 folgen. SOE kündigte außerdem an, dass diese Titel in Europa auch für PlayStation 3 erscheinen werden. Möglich macht dies eine getroffene Vereinbarung zwischen SOE und SCEE.
Ende März 2011 wurde bekannt, dass SOE seine drei Standorte in Denver, Seattle und Tucson schließen und damit einhergehend rund 200 Mitarbeiter entlassen werde. Des Weiteren wurde die Entwicklung an The Agency eingestellt und im Zuge von Restrukturierungsmaßnahmen die Fokussierung auf die bereits etablierten Marken EverQuest und Planetside bekannt gegeben. Bereits laufende Online-Spiele sollten nach eigenen Angaben davon nicht betroffen sein. Wie am 3. Mai 2011 bekannt wurde, war Sony Online Entertainment ebenfalls vom Hack und Datendiebstahl im PlayStation Network betroffen. Entwendet wurden die Daten von bis zu 24,6 Millionen Kunden des Spieledienstes. Sony nahm daraufhin auch diesen Dienst temporär vom Netz. Im Juni 2011 kündigte SOE die Schließung von Star Wars Galaxies an, die im Dezember 2011 vollzogen wurde. Als Gründe wurde das Auslaufen der Lizenz mit Lukas Art 2012 und der bevorstehende Release des Bioware-Konkurrenzprodukts Star Wars: The Old Republic genannt.
Im Juni 2012 wurde bekanntgeben, dass SOE Wizardry Online außerhalb von Japan verlegen werde. Es kam im Januar 2013 auf den Markt, konnte aber keine nennenswerte Spielerschaft binden und wurde 2014 geschlossen.
2012, nach geraumer Zeit mit sehr geringer Updatefrequenz, wurde die monatliche Gebühr für Vanguard gestrichen und das Spiel Free-to-Play. Jedoch konnte auch dies die Spielerzahlen nicht langfristig erhöhen. Im Januar 2014 wurde die Schließung von Vanguard für Juli 2014 angekündigt und entsprechend vollzogen. Die Schließung von zwei weiteren Spielen, Free Realms und Star Wars: Clone Wars Adventures war ebenfalls Teil dieser Presseerklärung.
Im Oktober 2012 wurde ein komplettes Redesign des bisher nur gerüchteweise existierenden „Everquest Next“-Projekts eingestanden und im August 2013 Details zu Everquest Next erstmals offengelegt. Als Nebenprodukt wurde Everquest Next Landmark angekündigt, das dieselbe Voxelengine wie Everquest Next besitze und sowohl als eigenständiges Spiel und Minecraft-Konkurrent als auch als Entwicklungsstudio für Everquest Next verwendet werde. Landmark besitze Free-to-Play und werde sich über Gebühren aus dem Onlineshop für Spieler- und SOE-entwickelte Gegenstände finanzieren. Im März 2014 wurde der Titel von „Everquest Next Landmark“ in „Landmark“ geändert und alle Everquest-Next-Referenzen gestrichen. Als Grund wurde angegeben, dass Landmark ein themenfreies Spiel sei und ebenso SciFi oder andere Schauplätze ermögliche und man Spieler nicht verwirren wolle.
Im Jahr 2014 wurde das Spiel H1Z1 angekündigt, von dem seit Januar 2015 eine Early-Access-Version spielbar ist.
Am 11. März 2016 wurde vom Daybreak Präsidenten Russell Shanks bekannt gegeben, dass die Entwicklung von Everquest Next eingestellt wurde. Die Begründung lag darauf, dass die Entwickler nicht mehr mit dem Spiel zufrieden waren und somit nicht die hohen Erwartungen der Spieler erfüllen konnten.
Im Jahr 2019 wurde das Spiel Planetside Arena als Early Access veröffentlicht. Aufgrund des inzwischen schlechten Rufes, den Daybreak hat, blieben die erwünschten Spielerzahlen aus. Im Dezember 2019 kündigte Daybreak an, die Planetside Arena-Server am 10. Januar 2020 abzuschalten.
In August 2020, Daybreak übernahm Cold Iron Studios (Entwickler von City of Heroes, Star Trek Online and Neverwinter).

### Daybreak Games
Im Februar 2015 verkaufte Sony seine Tochterfirma mitsamt der MMO-Lizenzen (Planetside 2, Everquest Next, H1Z1) an das Investmentunternehmen Columbus Nova (u. a. Rhapsody). Das Unternehmen wurde im Zuge dessen in Daybreak Game Company umbenannt. 140 Mitarbeiter wurden im Zuge der folgenden Umstrukturierung entlassen. Daybreak kündigte an, vorher extern ausgeführte Entwicklungsarbeiten an Everquest Next für das AI/Geschichtensystem „Storybricks“ nun selbst übernehmen zu wollen. Im März 2016 wurde die Einstellung der Entwicklungsarbeiten an Everquest Next bekanntgeben mit der Begründung, dass Daybreak über zu geringe Mittel verfüge, um die notwendigen Technologien zu entwickeln, damit Everquest Next Spaß mache.
Im Juli 2015 trat John Smedley, welcher der Firma seit Entwicklung von Everquest angehörte, als Geschäftsführer zurück – um im August die Gründung einer neuen Firma anzukündigen.
Das Spiel H1Z1 wurde aufgespalten in H1Z1: King of the Kill, welches das Jeder-gegen-Jeden-Modul von H1Z1 weiterentwickeln wird, und H1Z1: Just Survive, das sich auf das Überlebensmodul von H1Z1 fokussiert. Vorherige Pläne, H1Z1 kostenlos zur Verfügung zu stellen, wurden revidiert und beide für eine einmalige Gebühr zur Verfügung gestellt.